# Crocus vernus
Crocus vernus là một loài hoa thuộc họ Diên vĩ. Việc trồng trọt loài cây này và Crocus flavus được sử dụng làm cây cảnh. Crocus flavus lớn hơn so với các loài cây diên vĩ được trồng khác (ví dụ, Crocus chrysanthus). Tùy thuộc vào năm, Crocus vernus bắt đầu ra hoa cùng một thời điểm hoặc lên đến 2 tuần sau khi Crocus chrysanthus bắt đầu ra hoa. Chiều cao loài này từ 10–15 cm.

## Gallery

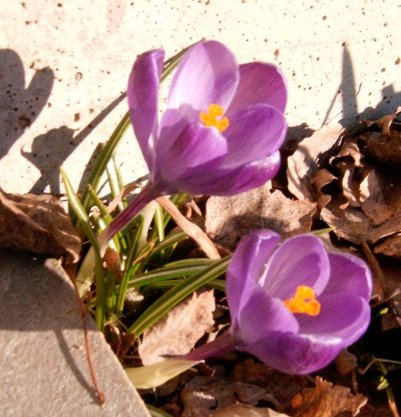
Cây Crocus vernus
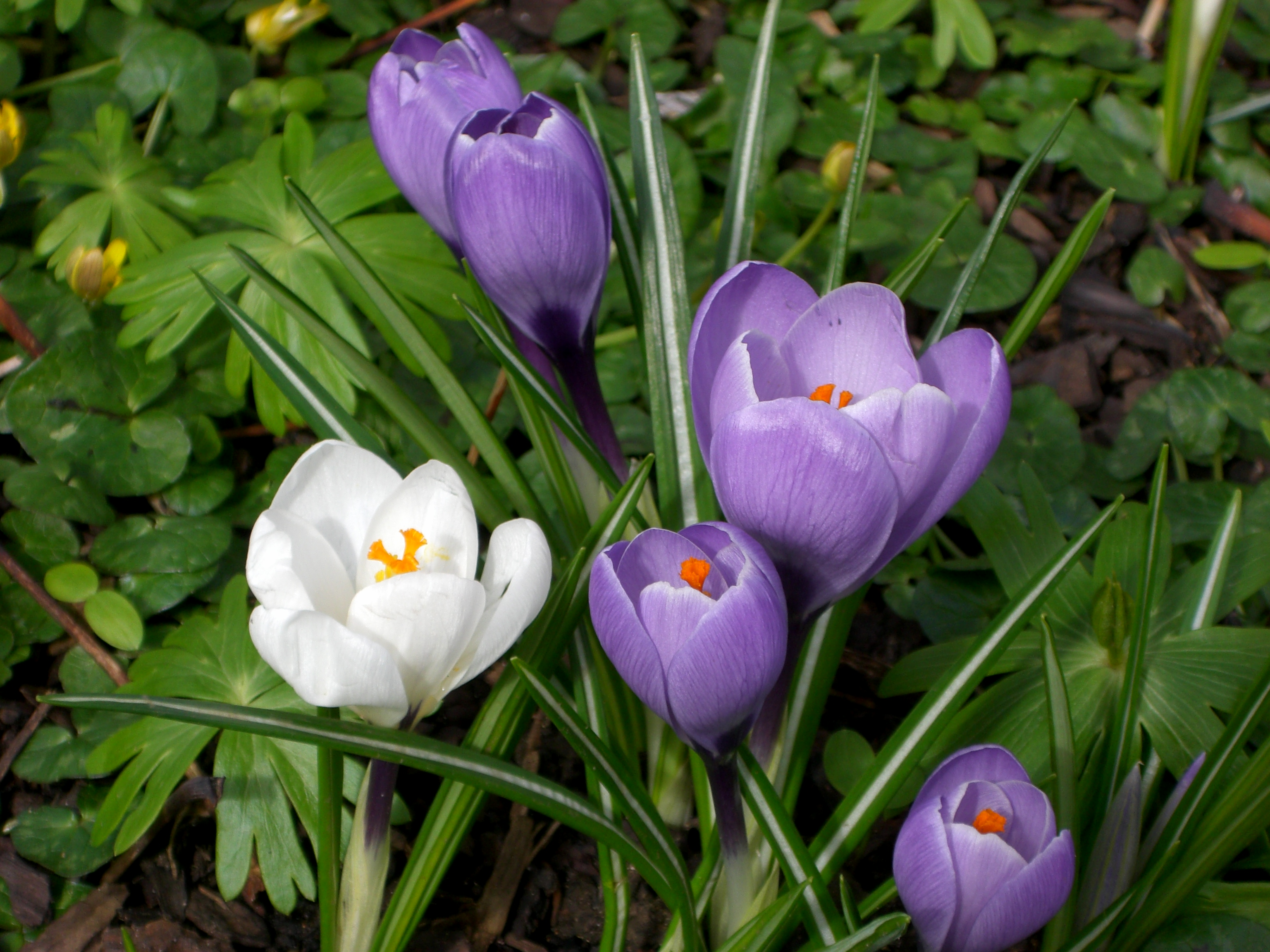
Hoa Crocus vernus màu tím và trắng
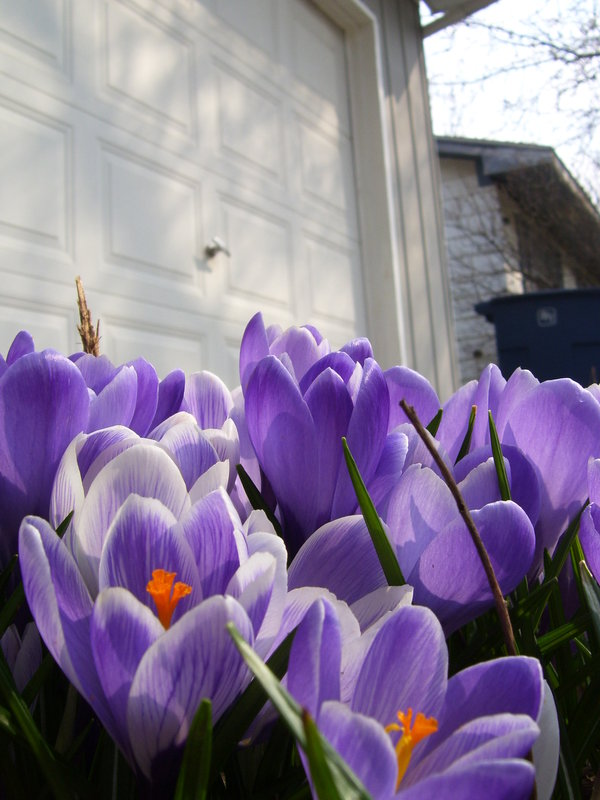
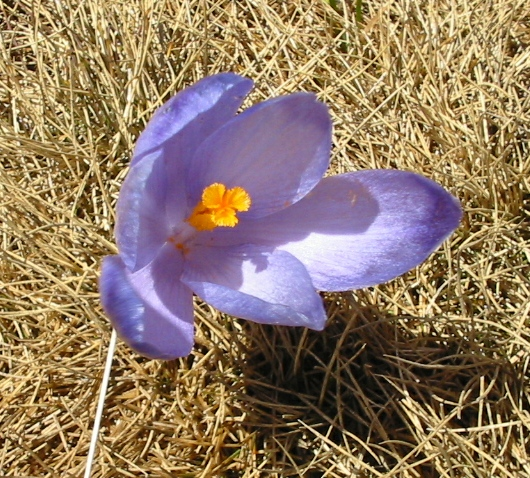